# Ołeksandr Onyszczenko

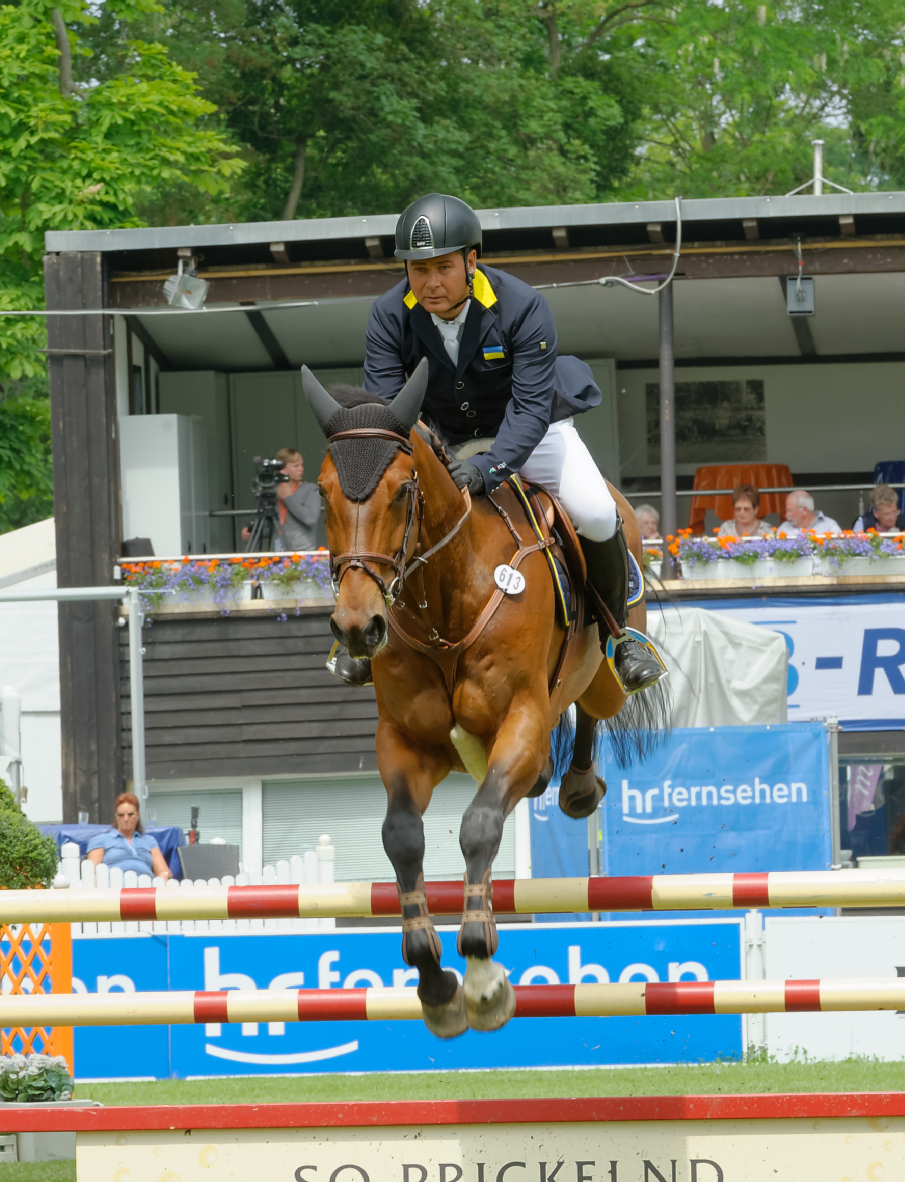
Oleksandr Onishchenko with Chacciama at CSIYH* Wiesbaden 2015

Ołeksandr Romanowycz Onyszczenko, ukr. Олександр Романович Онищенко (ur. 31 marca 1969 w przysiółku Matwiejew Kurgan w obwodzie rostowskim, Rosyjska FSRR) – ukraiński polityk, biznesmen i działacz sportowy, właściciel i prezes klubu piłkarskiego Arsenał Kijów, deputowany Rady Najwyższej Ukrainy, prezes Ukraińskiej Federacji Jeździeckiej, mistrz sportu klasy międzynarodowej w skokach przez przeszkody, prezes Fundacji Charytatywnej „Rodyna”, założyciel Międzynarodowej Organizacji Charytatywnej „TOP Ukraina”.

## Życiorys
Urodził się w rodzinie wojskowego. W 1990 roku ukończył studia w Wyższej Szkole Logistyki Wojskowej Ministerstwa Spraw Wewnętrznych ZSRR w Charkowie i otrzymał dyplom oficera z wyższą wojskową specjalnością o pogłębionej znajomości języka niemieckiego. W 2008 roku otrzymał drugą wyższą specjalność „Ekonomia przedsiębiorstwa” na wydziale „Ekonomika Biznesu i Transportu” Narodowego Uniwersytetu Transportu. Zna biegle pięć języków.
Od 1990 do 1997 roku prowadził działalność w sektorze paliwowym i energetycznym.
W 1998 roku zainteresował się jeździectwem profesjonalnie. Od 1999 roku zaczyna aktywnie trenować i brać udział w konkursach krajowych i międzynarodowych.
W 2000 roku stał się właścicielem stadniny w Belgii oraz w tym samym roku wprowadził przygotowanie zawodników zespołu ukraińskiego za granicą, dostarczając im wsparcia finansowego na szkolenia przez najlepszych specjalistów w Europie.
W 2002 roku został jednogłośnie wybrany na prezesa Ukraińskiego Związku Jeździeckiego. W 2008 zorganizował drużynę narodową w sporcie jeździeckim. Osobiście występował w składzie zespołu Ukrainy w skokach przez przeszkody na Igrzyskach Olimpijskich w 2008 roku w Chinach i oraz w 2012 w Londynie.
W 2009 roku założył Fundację „Rodyna” i Międzynarodową Organizację Charytatywną „TOP Ukraina”.
W 2009 został właścicielem 100% kapitału zakładowego spółki z ograniczoną odpowiedzialnością „NadraGeoCentr” (działalność w zakresie poszukiwania, produkcji i sprzedaży gazu ziemnego).
W 2011 stał się właścicielem 90% udziałów w prywatnej spółce „Plast” (działalność w zakresie produkcji gazu ziemnego i kondensatu naftowego, dystrybucji i dostaw gazu ziemnego).
W styczniu 2011 roku zdobył nagrodę krajowego programu „Człowiek Roku – 2012” w nominacji „Mecenas”.
31 października 2010 został wybrany do Kijowskiej Rady Regionalnej Partii Regionów, a 28 października 2012 wybrany na deputowanego Rady Najwyższej z 93 okręgu. Członek Partii Regionów.
W lutym 2013 został właścicielem kijowskiego klubu Arsenał.
Magazyn „Focus” dwukrotnie umieścił Onyszczenkę na liście 200 najbogatszych ludzi na Ukrainie: w 2011 (182 miejsce, majątek – 37,7 mln dolarów) oraz w 2012 (179 miejsce, majątek – 37,7 mln dolarów).
Był żonaty ze słynną modelką Ksenią Kuźmenko, Miss Ukrainy 1997. Wychowuje syna.
W grudniu 2009 roku miał odbyć się ślub ze znaną ukraińską supermodelką Sniżaną Onopko, ale już w 2010 roku para ogłosiła rozstanie.